# Redento da Cruz

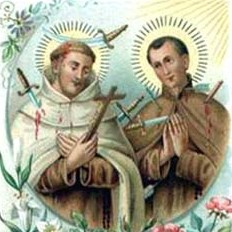
Beatos Dinis da Natividade e Redento da Cruz

Redento da Cruz (Cunha (Paredes de Coura), 1598 - , Achém, 29 de Novembro de 1638) é o nome que Tomás Rodrigues da Cunha adoptou a quando da sua entrada para a Ordem do Carmo, foi um nobre português que foi beatificado por ter sido martirizado e não negar a fé católica.

## Biografia
Era filho de Baltazar Pereira e Maria da Cunha, que pertencia a uma família nobre e abastada e, em 1598, nasceu numa sua casa situada no Lugar de Lizouros, na freguesia da Cunha, em Paredes de Coura.
Com 19 anos embarcou para a Índia e notabilizou-se como soldado, cabo de esquadra e finalmente como capitão da praça de Meliapor.
Mas apesar dos seus feitos militares optou antes por aceitar a sua vocação cristã e entra na Ordem dos Carmelitas Descalços de Goa, tendo sido enviado para uma residência que esta mesma Ordem tinha em Tatta (hoje território do Paquistão), onde recebeu o nome de Redento da Cruz.
Nos finais de Setembro de 1638, foi enviado com o Padre Dionísio da Natividade a Achem, na Samatra (actual Indonésia), onde chegou a 25 de Outubro. Aí foi denunciado como espião e posto a ferros. Os mouros decidiram negociar a libertação dos cativos, mediante a sua conversão ao Islão. Perante a recusa de abjurarem da sua fé, foram condenados a atrozes suplícios e à morte a golpes de azagaia e depois decapitado.
Foi beatificado, junto com o seu companheiro Dionísio da Natividade, pelo Papa Leão XIII, em 10 de junho de 1900.